# ليزا أولسون
ليزا أولسون (بالإنجليزية: Lisa Olson)‏ هي كاتِبة أمريكية، ولدت في عقد 1960.